# Juan Puey
Juan Puey ( Buenos Aires, Argentina 15 de septiembre de 1903 – ídem, 16 de marzo de 1995), cuyo nombre completo era Juan Antonio Pouey, fue un bandoneonista, director de orquesta y compositor, entre cuyas obras destaca la música del tango El sueño del pibe sobre letra de Reinaldo Yiso, de 1942.

## Actividad profesional
Nació en el barrio de Flores y más adelante  junto a sus padres y hermanos se trasladó a Villa del Parque, donde residió definitivamente. En 1922 formó un trío con un violinista y un guitarrista con el que realizó giras por el país. En 1924 ampliaron el conjunto con otro bandoneonista y un flautista y en 1929 ya dirigía una orquesta con ocho ejecutantes y un cantor, con la que actuó en LR3 Radio Nacional (que luego pasó a llamarse Radio Belgrano, LS2 Radio Prieto, LR6 Radio La Nación y LR10 Radio Cultura; también actuaron en cines de barrio como Gran Bijou, Sol de Mayo, Febo y Sena y en los clubes "Glorias del Parque", "Defensores del Pacífico", "Imperio Juniors", "Particulares" y "Villa del Parque". 
Fue el creador de muchos temas musicales y tiene registradas a su nombre en SADAIC 373 de ellas.
Algunas de sus obras se vinculan al tema del deporte, como Hoy se corre el Pellegrini en colaboración con Restituto Miguel Colombo, registrada el 20 de febrero de 1986, Gritando el gool en colaboración con Restituto Miguel Colombo, registrada el 27 de agosto de 1993, Esos pibes los campeones, registrada el 12 de mayo de 1980 y  El sueño del pibe sobre letra de Reinaldo Yiso, posiblemente su obra más conocida, registrada el 20 de mayo de 1942; otras contienen homenajes a hombres o lugares vinculados al tango, como Una estrella para Cátulo, en colaboración con Roberto Domingo Maida, registrada el 1° de agosto de 1983, Cinco rosas para Gardel registrada el 9 de mayo de 1986 y Glorioso Café Nacional en colaboración con Restituto Miguel Colombo, dedicada al llamado Templo del tango registrada el 13 de septiembre de 1983; algunas tienen contenido partidario como Matanza Capital del peronismo en colaboración con Norberto Miguel A. Suárez, registrada el 9 de diciembre de 1983 y Clarines peronistas en colaboración con Restituto Miguel Colombo, registrada el 5 de mayo de 1987 y algunas se refieren a otros temas: Como aquella muñeca en colaboración con Reinaldo Ghiso, registrada el 30 de marzo de 1946 y Copetín del olvido, registrada el 8 de febrero de 1985, En un rincón del alma, registrada el 8 de febrero de 1985 e Idilio reo, registrada 2 de febrero de 1984, todas en colaboración con Restituto Miguel Colombo. 